# Eric Bristow
Eric John Bristow MBE (25. dubna 1957 Londýn – 5. dubna 2018 Liverpool) byl anglický profesionální hráč šipek. Pětkrát ovládl mistrovství světa organizace BDO a World Masters. V roce 1993 byl jedním ze šestnácti hráčů, kteří se odtrhli od BDO a založili vlastní organizaci, později známou jako PDC. Svým uměním a herním stylem pomohl šipkám ke světové popularitě. Roku 1989 se za zásluhy o sport stal členem řádu britského impéria.

## Výsledky na mistrovství světa

### BDO
- 1978: První kolo (porazil ho Conrad Daniels 3–6 na legy)
- 1979: Čtvrtfinále (porazil ho Alan Evans 1–3 na sety)
- 1980: Vítěz (porazil Bobbyho George 5–3)
- 1981: Vítěz (porazil Johna Lowa 5–3)
- 1982: První kolo (porazil ho Steve Brennan 0–2)
- 1983: Finalista (porazil ho Keith Deller 5–6)
- 1984: Vítěz (porazil Davea Whitcomba 7–1)
- 1985: Vítěz (porazil Johna Lowa 6–2)
- 1986: Vítěz (porazil Davea Whitcomba 6–0)
- 1987: Finalista (porazil ho John Lowe 4–6)
- 1988: Semifinále (porazil ho John Lowe 2–5)
- 1989: Finalista (porazil ho Jocky Wilson 4–6)
- 1990: Finalista (porazil ho Phil Taylor 1–6)
- 1991: Finalista (porazil ho Dennis Priestley 0–6)
- 1992: Druhé kolo (porazil ho Martin Phillips 2–3)
- 1993: Druhé kolo (porazil ho Bob Anderson 0–3)

### PDC
- 1994: Skupina (porazil ho Rod Harrington 1–3 a porazil Seana Downse 3–2)
- 1995: Skupina (porazil ho Rod Harrington 0–3 a Shayne Burgess 0–3)
- 1996: Skupina (porazil ho Dennis Priestley 0–3 a porazil Richieho Gardnera 3–2)
- 1997: Semifinále (porazil ho Phil Taylor 4–5 a prohrál zápas o 3. místo s Peterem Evisonem 2–4)
- 1998: Skupina (porazil ho Dennis Priestley 0–3 a Steve Raw 0–3)
- 1999: První kolo (porazil ho Peter Manley 0–3)
- 2000: První kolo (porazil ho Steve Brown 2–3)

## Finálové zápasy

### Major turnaje BDO a WDF: 31 (22 titulů)
| Legenda                    |
| -------------------------- |
| Mistrovství světa (5–5)    |
| World Masters (5–1)        |
| British Professional (2–0) |
| World Matchplay (2–0)      |
| Grand Masters (5–1)        |
| British Matchplay (3–2)    |

| Výsledek  | No. | Rok  | Turnaj                                | Soupeř           | Skóre   |
| --------- | --- | ---- | ------------------------------------- | ---------------- | ------- |
| Finalista | 1.  | 1977 | British Matchplay (1)                 | Rab Smith        | Neznámé |
| Vítěz     | 1.  | 1977 | World Masters (1)                     | Paul Reynolds    | 3–1 (s) |
| Finalista | 2.  | 1977 | Butlins Grand Masters (1)             | John Lowe        | 4–5 (s) |
| Vítěz     | 2.  | 1979 | World Masters (1)                     | Allan Hogg       | 2–0 (s) |
| Vítěz     | 3.  | 1980 | Mistrovství světa (1)                 | Bobby George     | 5–3 (s) |
| Vítěz     | 4.  | 1981 | Mistrovství světa (2)                 | John Lowe        | 5–3 (s) |
| Vítěz     | 5.  | 1981 | Butlins Grand Masters (1)             | John Lowe        | Neznámé |
| Vítěz     | 6.  | 1981 | World Masters (3)                     | John Lowe        | 2–1 (s) |
| Vítěz     | 7.  | 1982 | British Matchplay (1)                 | Dave Whitcombe   | 2–0 (s) |
| Vítěz     | 8.  | 1982 | Butlins Grand Masters (2)             | Cliff Lazarenko  | Neznámé |
| Vítěz     | 9.  | 1982 | British Professional Championship (1) | John Lowe        | 7–3 (s) |
| Finalista | 3.  | 1983 | Mistrovství světa (1)                 | Keith Deller     | 5–6 (s) |
| Vítěz     | 10. | 1983 | British Matchplay (2)                 | Keith Deller     | 3–2 (s) |
| Vítěz     | 11. | 1983 | Butlins Grand Masters (3)             | Jocky Wilson     | 5–1 (s) |
| Vítěz     | 12. | 1983 | World Masters (4)                     | Mike Gregory     | 2–1 (s) |
| Vítěz     | 13. | 1984 | Mistrovství světa (3)                 | Dave Whitcombe   | 7–1 (s) |
| Vítěz     | 14. | 1984 | World Masters (5)                     | Keith Deller     | 3–1 (s) |
| Vítěz     | 15. | 1985 | Mistrovství světa (4)                 | John Lowe        | 6–2 (s) |
| Vítěz     | 16. | 1985 | Butlins Grand Masters (4)             | Terry O'Dea      | 5–3 (s) |
| Vítěz     | 17. | 1985 | MFI World Matchplay (1)               | Bob Anderson     | 5–4 (s) |
| Vítěz     | 18. | 1985 | British Professional Championship (2) | John Lowe        | 7–4 (s) |
| Vítěz     | 19. | 1986 | Mistrovství světa (5)                 | Dave Whitcombe   | 6–0 (s) |
| Vítěz     | 20. | 1986 | British Matchplay (3)                 | Dave Whitcombe   | 3–1 (s) |
| Vítěz     | 21. | 1986 | Butlins Grand Masters (5)             | Bob Sinnaeve     | Neznámé |
| Finalista | 4.  | 1987 | Mistrovství světa (2)                 | John Lowe        | 4–6 (s) |
| Finalista | 5.  | 1987 | British Matchplay (2)                 | Dave Whitcombe   | 0–3 (s) |
| Vítěz     | 22. | 1988 | MFI World Matchplay (2)               | Bob Sinnaeve     | 5–1 (s) |
| Finalista | 6.  | 1989 | Mistrovství světa (3)                 | Jocky Wilson     | 4–6 (s) |
| Finalista | 7.  | 1989 | World Masters (1)                     | Peter Evison     | 2–3 (s) |
| Finalista | 8.  | 1990 | Mistrovství světa (4)                 | Phil Taylor      | 1–6 (s) |
| Finalista | 9.  | 1991 | Mistrovství světa (5)                 | Dennis Priestley | 0–6 (s) |

### Major turnaje WDF: 6 (4 tituly)
| Legenda          |
| ---------------- |
| World Cup (4–0)  |
| Europe Cup (0–2) |

| Výsledek  | No. | Rok  | Turnaj                 | Soupeř       | Skóre       |
| --------- | --- | ---- | ---------------------- | ------------ | ----------- |
| Finalista | 1.  | 1980 | Europe Cup Singles (1) | Tony Brown   | Neznámé     |
| Finalista | 2.  | 1982 | Europe Cup Singles (2) | Bobby George | 0–4         |
| Vítěz     | 1.  | 1983 | World Cup Singles (1)  | Jocky Wilson | 4–2 (l)     |
| Vítěz     | 2.  | 1985 | World Cup Singles (2)  | Tony Payne   | 4–2 (l)     |
| Vítěz     | 3.  | 1987 | World Cup Singles (3)  | Bob Sinnaeve | Neznámé (l) |
| Vítěz     | 4.  | 1989 | World Cup Singles (4)  | Jack McKenna | Neznámé (l) |

### Nezávislé major turnaje: 2 (2 tituly)
| Výsledek | No. | Rok  | Turnaj                             | Soupeř        | Skóre   |
| -------- | --- | ---- | ---------------------------------- | ------------- | ------- |
| Vítěz    | 1.  | 1983 | News of the World Championship (1) | Ralph Flatt   | 2–0 (l) |
| Vítěz    | 2.  | 1984 | News of the World Championship (2) | Ian Robertson | 2–0 (l) |

## Výsledky na turnajích
| Turnaj                | 1977        | 1978        | 1979        | 1980        | 1981        | 1982        | 1983        | 1984        | 1985        | 1986        | 1987        | 1988        | 1989        | 1990        | 1991        | 1992        | 1993           | 1994           | 1995           | 1996           | 1997           | 1998           | 1999           | 2000           |
| --------------------- | ----------- | ----------- | ----------- | ----------- | ----------- | ----------- | ----------- | ----------- | ----------- | ----------- | ----------- | ----------- | ----------- | ----------- | ----------- | ----------- | -------------- | -------------- | -------------- | -------------- | -------------- | -------------- | -------------- | -------------- |
| BDO Mistrovství světa | NH          | 1R          | QF          | W           | W           | 1R          | F           | W           | W           | W           | F           | SF          | F           | F           | F           | 2R          | 2R             | PDC            | PDC            | PDC            | PDC            | PDC            | PDC            | PDC            |
| World Masters         | W           | 3R          | W           | QF          | W           | QF          | W           | W           | 4R          | 4R          | SF          | QF          | F           | 4R          | 4R          | 4R          | Nezúčastnil se | Nezúčastnil se | Nezúčastnil se | Nezúčastnil se | Nezúčastnil se | Nezúčastnil se | Nezúčastnil se | Nezúčastnil se |
| British Professional  | Nekonalo se | Nekonalo se | Nekonalo se | Nekonalo se | 2R          | W           | SF          | SF          | W           | 2R          | 1R          | 1R          | Nekonalo se | Nekonalo se | Nekonalo se | Nekonalo se | Nekonalo se    | Nekonalo se    | Nekonalo se    | Nekonalo se    | Nekonalo se    | Nekonalo se    | Nekonalo se    | Nekonalo se    |
| MFI World Matchplay   | Nekonalo se | Nekonalo se | Nekonalo se | Nekonalo se | Nekonalo se | Nekonalo se | Nekonalo se | 1R          | W           | 1R          | QF          | W           | Nekonalo se | Nekonalo se | Nekonalo se | Nekonalo se | Nekonalo se    | Nekonalo se    | Nekonalo se    | Nekonalo se    | Nekonalo se    | Nekonalo se    | Nekonalo se    | Nekonalo se    |
| PDC Mistrovství světa | Nekonalo se | Nekonalo se | Nekonalo se | Nekonalo se | Nekonalo se | Nekonalo se | Nekonalo se | Nekonalo se | Nekonalo se | Nekonalo se | Nekonalo se | Nekonalo se | Nekonalo se | Nekonalo se | Nekonalo se | Nekonalo se | Nekonalo se    | RR             | RR             | RR             | SF             | RR             | 1R             | 1R             |
| World Matchplay       | Nekonalo se | Nekonalo se | Nekonalo se | Nekonalo se | Nekonalo se | Nekonalo se | Nekonalo se | Nekonalo se | Nekonalo se | Nekonalo se | Nekonalo se | Nekonalo se | Nekonalo se | Nekonalo se | Nekonalo se | Nekonalo se | Nekonalo se    | 1R             | 1R             | 1R             | 1R             | 1R             | 1R             | DNP            |
| News of the World     | ???         | ???         | ???         | ???         | ???         | ???         | W           | W           | ???         | ???         | ???         | ???         | ???         | ???         | Nekonalo se | Nekonalo se | Nekonalo se    | Nekonalo se    | Nekonalo se    | Nekonalo se    | DNP            | Nekonalo se    | Nekonalo se    | Nekonalo se    |

| Legenda | Legenda | Legenda | Legenda        | Legenda | Legenda           | Legenda | Legenda     | Legenda | Legenda         |
| ------- | ------- | ------- | -------------- | ------- | ----------------- | ------- | ----------- | ------- | --------------- |
| #R      | kolo    | QF      | čtvrtfinále    | SF      | semifinále        | F       | finalista   | W       | vítěz           |
| RR      | skupina | DNP     | nezúčastnil se | DNQ     | nekvalifikoval se | NH      | nekonalo se | ???     | nedostupná data |